# Dumuzid
Dumuzid, sau này được biết đến như Tammuz, là một vị thần Lưỡng Hà cổ đại của những người chăn cừu.
Trong thần thoại Sumer, mẹ của Dumuzid là Sirtur, chị gái là Geshtinanna, nữ thần nông nghiệp, sinh sản và giải nghĩa chiêm bao. Ông là người phối ngẫu chính của nữ thần Inanna (sau này được biết đến như Ishtar).
Trong bài thơ Sumer Inanna thích người trồng lúa, Dumuzid chiến thắng người trồng lúa Enkimdu để được cưới Inanna. Trong Inanna đi xuống Địa ngục, sau khi Inanna thoát khỏi Địa ngục, bà phát hiện ra Dumuzid không khóc tang cho mình nên để cho quỷ galla kéo ông xuống Địa ngục thế chỗ cho bà. Sau đó bà hối hận và cho phép Dumuzid dành nửa năm dưới Âm phủ, nửa năm trên Thiên giới, nhưng Geshtinanna phải xuống Âm phủ thay cho Dumuzid, dẫn đến sự thay đổi của các mùa trong năm.

## Thần thoại

### Thần thoại Sumer

#### Hôn nhân với Inanna
Trong bài thơ Sumer, Inanna thích người trồng lúa (ETCSL 4.0.8.3.3), Dumuzid cạnh tranh với người trồng lúa Enkimdu để xin cưới Inanna. Ban đầu, Inanna thích người trồng lúa hơn, nhưng anh trai bà Utu và Dumuzid dần dần thuyết phục bà nghiêng về phía Dumuzid, vì thứ gì người trồng lúa có thể tặng bà, người chăn cừu cũng đều có thể tặng thứ tốt hơn. Cuối cùng, Inanna lấy Dumuzid. Người chăn cừu và người trồng lúa làm hòa và trao quà cho nhau. Samuel Noah Kramer so sánh huyền thoại này với câu chuyện Cain và Abel trong Kinh thánh vì cả hai huyền thoại đều xoay quanh một người trồng trọt và một người chăn nuôi tranh giành nhau sự ưu ái của thần và đến cuối cùng vị thần đều chọn người chăn cừu.

#### Cái chết
Trong Inanna đi xuống Địa ngục (ETCSL 1.4.1), sau khi Inanna thoát khỏi Địa ngục, các con quỷ galla đi theo để tìm bắt một người kéo xuống Địa ngục để thế chỗ cho bà. Sau khi gặp ba người tùy tùng đang khóc tang cho Inanna, họ gặp Dumuzid. Mặc dù Inanna vừa chết, Dumuzid vẫn ăn vận lộng lẫy, nằm nghỉ ngơi bên dưới tán cây, hoặc trên ngai vàng, với một đàn nữ nô lệ vây quanh. Inanna thấy không hài lòng nên đồng ý cho galla bắt ông ta đi.   Sau đó Dumuzid bị kéo xuống Địa ngục. 

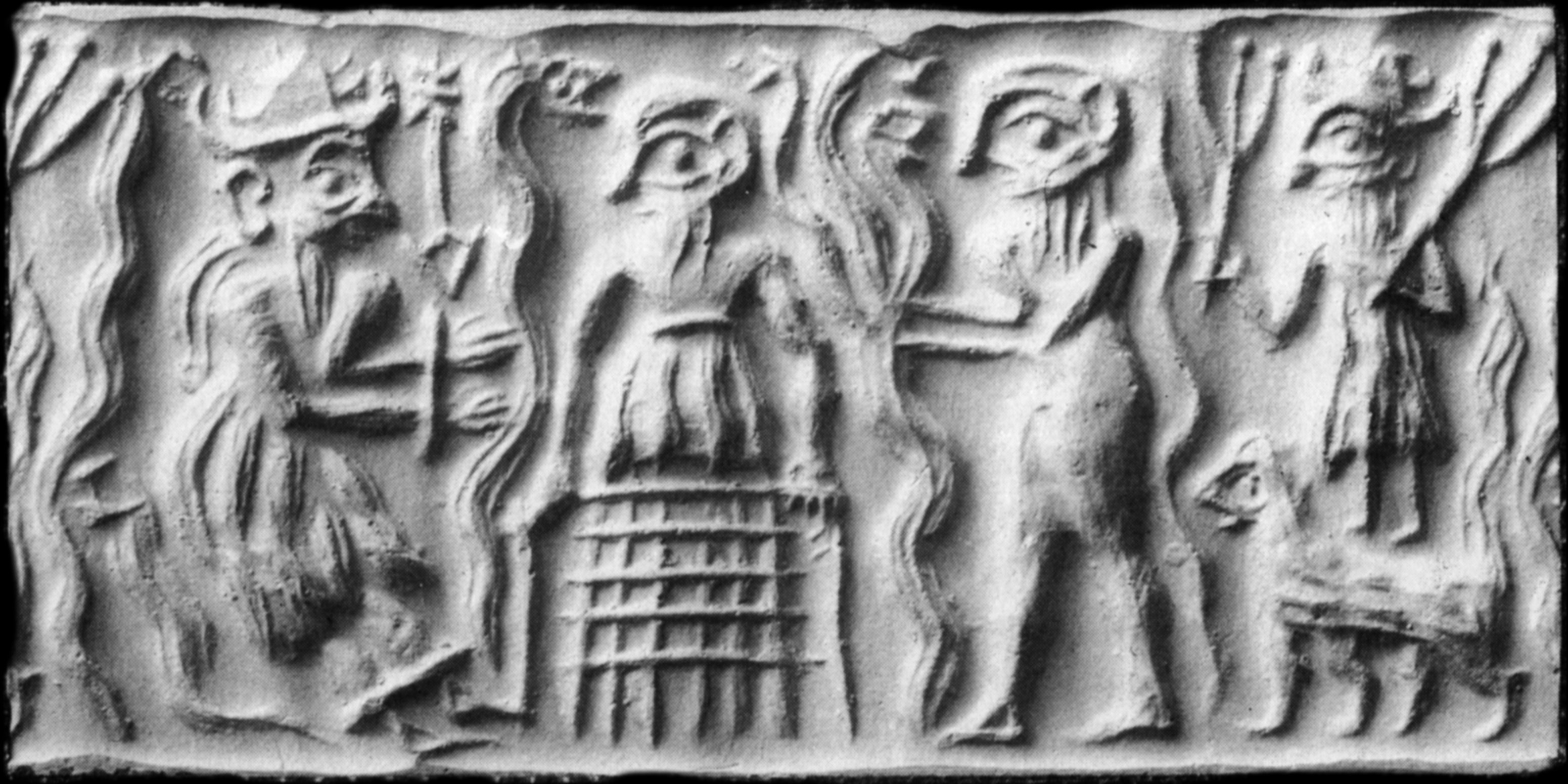
Bản in con dấu hình trụ Sumer cho thấy cảnh Dumuzid bị tra tấn trong Địa ngục bởi những con quỷ galla

Một văn bản khác được gọi là Giấc mơ của Dumuzid (ETCSL 1.4.3) mô tả những lần Dumuzid cố trốn thoát khỏi bọn con quỷ galla, trong đó có một lần ông được thần mặt trời Utu trợ giúp.  

Trong bài thơ Sumer Sự trở lại của Dumuzid, bắt đầu từ đoạn Giấc mơ của Dumuzid kết thúc, chị gái của Dumuzid, Geshtinanna, cùng với Inanna, lúc này đã hối hận, và bà mẹ Sirtur liên tục than khóc cho đến khi tìm thấy Dumuzid theo lời chỉ dẫn của một con ruồi.  Inanna cho phép Dumuzid sống nửa năm ở Địa ngục với Ereshkigal và nửa năm còn lại ở Thiên Đàng với bà, trong thời gian đó, Geshtinanna sẽ xuống Địa ngục thế chỗ cho ông,   dẫn đến sự thay đổi của các mùa trong năm. 

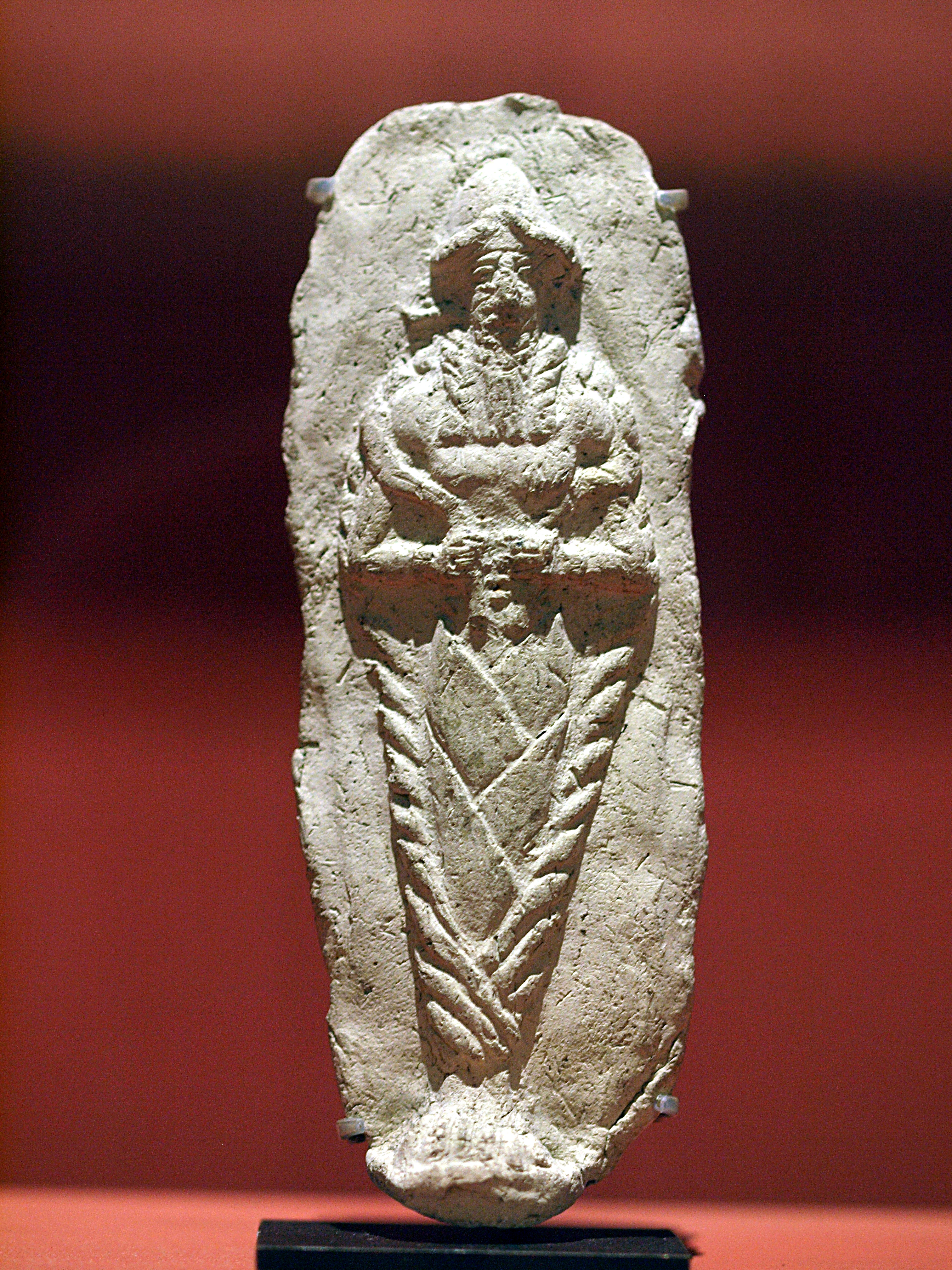
Mảng đất nung có niên đại từ thời Amorite (c. 2000-1600 TCN) cho thấy một vị thần chết (có lẽ là Dumuzid) đang yên nghỉ trong quan tài của mình

### Thần thoại Akkad
Trong huyền thoại về Adapa, Dumuzid và Ningishzida là hai người canh cổng của Anu, vua của Thiên giới.  , và đã lên tiếng ủng hộ Adapa, tư tế của Ea, khi ông bị Anu xét xử. 
Trong Phiến đất sét VI của Sử thi Gilgamesh bản Tiếng Akkad tiêu chuẩn, Ishtar (Inanna) cố gắng quyến rũ người anh hùng Gilgamesh, nhưng ông cự tuyệt bà, nhắc lại rằng bà đã đánh Tammuz (Dumuzid), "Người tình khi [bà] trẻ", bắt ông ta "khóc mãi năm này qua năm khác".  Gilgamesh mô tả Tammuz là một con chim allalu sặc sỡ (có thể là một con chim sẻ ngực hoa cà),   gãy cánh và giờ đây dành cả ngày trong rừng than khóc 'Cánh của tôi!' (Phiến VI, phần ii, dòng 11-15). Gilgamesh có thể đề cập đến một phiên bản thay thế về cái chết của Dumuzid, khác với những gì được ghi lại trong các văn bản còn tồn tại.

## Dẫn nguồn
1. ↑  Lung 2014.
2. ↑  "The Electronic Text Corpus of Sumerian Literature". etcsl.orinst.ox.ac.uk. Truy cập ngày 29 tháng 8 năm 2017.
3. ↑  Mitchell 2005, tr. 169.
4. 1 2  Kramer 1961, tr. 101.
5. 1 2  Kramer 1961, tr. 102–103.
6. ↑  Kramer 1961, tr. 101–103.
7. 1 2  Wolkstein & Kramer 1983, tr. 71–73.
8. 1 2 3  Penglase 1994, tr. 18.
9. 1 2  Tinney 2018, tr. 86.
10. ↑  Tinney 2018, tr. 85–86.
11. ↑  Wolkstein & Kramer 1983, tr. 74–84.
12. ↑  Wolkstein & Kramer 1983, tr. 85–87.
13. ↑  Wolkstein & Kramer 1983, tr. 87–89.
14. ↑  Wolkstein & Kramer 1983, tr. 88–89.
15. ↑  Kramer 1966, tr. 31.
16. ↑  Wolkstein & Kramer 1983, tr. 85–89.
17. 1 2  McCall 1990, tr. 66.
18. ↑  Black & Green 1992, tr. 72.
19. 1 2  Dalley 1989, tr. 187.
20. 1 2 3  Dalley 1989, tr. 129, n. 56.
21. 1 2 3  Pryke 2017, tr. 146.
22. ↑  Sandars 1972, tr. 86.
23. ↑  Dalley 1989, tr. 78–79.